# Special Needs
Special Needs – singel zespołu Placebo. Trzeci z kolei promujący płytę Sleeping with Ghosts, osiągnął 27 miejsce na zestawieniu najlepiej sprzedawanych singli w Wielkiej Brytanii (UK Singles Chart).

Teledysk do utworu przedstawia pusty basen oraz chłopaka i dziewczynę w oddzielnych przebieralniach uprawiających miłość z wyobrażeniami wzajemnych postaci.

## Spis utworów

### wersjaCDS(1)
(FLOORCD19 724354748028 LC03098 PM514)
1. "Special Needs"
2. "English Summer Rain" (Freelance Hellraiser Remix)
3. "Plasticine" (Lounge version) (produkcja: Dimitri Tikovoi)

### wersjaCDS(2)
(724354750724 LC03098 PM524)
1. "Special Needs"
2. "English Summer Rain" (Freelance Hellraiser Remix)

### wersja7"
(FLOOR19 )

strona A: "Special Needs" (edit)

strona B: "English Summer Rain" (Freelance Hellraiser Remix)

### wersjaDVDS
(FLOORDVD19 724349085992 LC03098 PM595)
1. "Special Needs" (teledysk) (reż. Paul Gore)
2. "Making of the Video (Footage)" ("Nagrywanie teledysku") (reż. Mark Hopkins)
3. "Special Needs" (wersja albumowa)
4. "The Bitter End" (Junior Sanchez Remix)